# Carl Angst
Pour les articles homonymes, voir Angst.
Carl-Albert Angst (parfois Charles-Albert Angst) né à Genève le 19 juillet 1875 et mort le 4 mai 1965, est un sculpteur, peintre et dessinateur suisse. 
Il signait ses œuvres Carl Angst, C. Angst ou C. A. Angst.

## Biographie

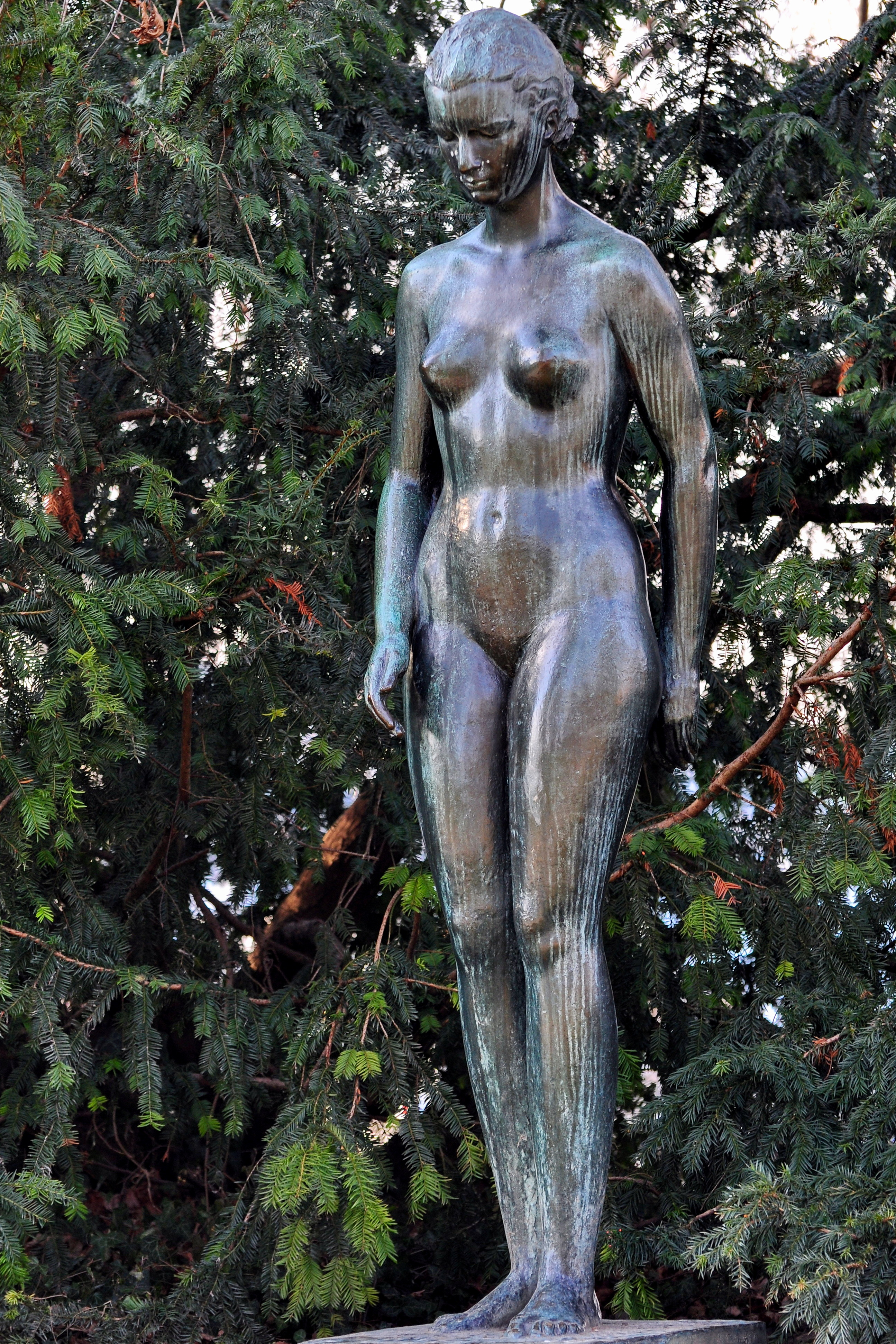
Ève ou Méditation (1931), Zurich, promenade du Zürichhorn.

Carl Albert Angst est fils d'un ébéniste genevois. Il étudie à l'École des arts industriels de Genève de 1889 à 1894. 
Il exerce d'abord le métier d'ébéniste et de xylograveur à Paris, de 1896 à 1911, notamment dans l'atelier de Jean Dampt, chez qui il se forme depuis 1895,,. Plusieurs de ses œuvres, dont une de ses boiserie figurent au musée d'Orsay à Paris.
Il expose en 1896, au Salon de la Société nationale des beaux-arts de Paris, un meuble en noyer, acquis plus tard par le musée d'Art et d'Histoire de Genève.
Il se met à son compte en 1903, et devient vite renommé grâce à ses meubles de style Art Nouveau. Il expose un meuble en noyer au Salon de la Société nationales des beaux-arts de Paris en 1896, qui sera acquis par la suite, par le Musée d'Art et d'Histoire de Genève,.
En 1905, exécute L'Ancêtre en bois sculpté, portrait de son père, conservé au musée des Beaux-Arts du Locle.
De 1906 à 1910, il sculpte Heures brèves (Musée national suisse de Zurich), L'Éveil (Musée de Bâle), L'Artisan pour lequel il reçut une médaille d'or au Palais des glaces de Munich, le groupe en marbre du Printemps, et une grande maternité intitulée Le Baiser, tous trois au Musée d'Art et d'Histoire de Genève, le bronze Premiers Pas (anciennement au musée du Luxembourg à Paris).
En 1909, il est nommé sociétaire à vie de la Société nationale des beaux-arts à Paris, Auguste Rodin étant alors président du jury. La même année, il gagne l'un des cinq prix du concours pour le projet de monument nationale suisse sur le thème "l'âge des héros". Il revient à Genève en 1911 et devient professeur à l'école des arts et métiers durant deux ans. 
En 1910, il devient bourgeois d'honneur de Genève, où il revient en 1911 et est nommé professeur à l'École des arts et métiers. 
À partir de 1913, il se consacre exclusivement à sa carrière artistique. Charles-Albert Angst utilise les techniques de la sculpture, du dessin et de la gravure sur bois. Il produit de nombreux monuments publics, de l'art funéraire, des plaques commémoratives et portraits en bustes ou des médailles,. Il est l'un des rares sculpteurs de son époque qui travaille en taille directe et non par modelage, contrairement à Rodin, qui est alors considéré comme le plasticien le plus important de son époque. Il utilise également le marbre, comme dans la sculpture Heures sombres conservée au Musée des beaux-arts de La Chaux-de-Fonds. L'absence de polissage du socle se rattache à la tradition classique de Michel-Ange.
En 1927, il est membre du jury à l'Exposition internationale des beaux-arts de Paris.
En 1928, il est décoré de la Légion d'honneur par le Gouvernement français. Il est membre du jury des Beaux-Arts pour les Jeux olympiques à Amsterdam.En 1929, il est membre organisateur de l'Exposition internationale des beaux-arts de Bruxelles. Il est membre de la Commission fédérale des beaux-arts (1916-1918 et 1927-1930).
Carl Angst meurt à Genève le 4 mai 1965 et est inhumé au cimetière des Rois. Son œuvre intitulée Vers l'infini orne sa sépulture.
Sa fille Lyvia (1912-1984) a épousé en 1934 le musicien genevois Samuel Baud-Bovy.

## Œuvre
Charles-Albert Angst puise parfois son inspiration dans l'art antique égyptien et grec. Il reste toujours sous l'influence de Rodin, dont il partage le symbolisme et le goût pour les allusions psychologiques.
Jusqu'en 1920, ses principales réalisations sont la décoration de l'horloge de la gare de Lausanne ; la fontaine Monnier-Valette du collège Calvin, à Genève ; quatre bas-reliefs représentant des Actions enfantines au quai du Mont-Blanc à Genève ; le Monument à Édouard Rod, promenade des Marronniers à Nyon ; une Maternité monumentale en pierre et un marbre intitulé La Naissance de l'Homme au Musée d'Art et d'Histoire de Genève ; deux grandes figures Matin et Soir, en pierre, acquises par la Fondation Gottfried Keller (Musée d'Art et d'Histoire de Genève), deux stèles en pierre, Adolescents, au musée des Beaux-Arts du Locle.
Entre 1920 et 1930, quatre statues en pierre dite savonnière de Franche-Comté, Les Saisons, viennent orner le péristyle du musée d'art et d'histoire de Genève. Son Monument à Adrien Lachenal, ancien président de la Confédération, est érigé au cimetière de Plainpalais et son Monument aux soldats de Genève au parc Mon-Repos. Il conçoit les décorations extérieures du Tribunal fédéral de Lausanne avec les bas-reliefs des trois portes d'entrées, ceux de L'Accusation, La Défense, Les Juges et La Justice pour le fronton du bâtiment, et le marbre de la Femme endormie, variante de la Naissance de l'homme.
Entre 1930 et 1940, le musée des Beaux-Arts du Locle acquiert son Ève en granit noir. Une statue en bronze d'une jeune fille orne la promenade du Zürichhorn au bord du lac de Zurich. Il sculpte un Christ en croix (Main de Dieu). La Bibliothèque nationale suisse acquiert une figure en bronze titrée Ève à la Pomme. Son Monument à Pierre-Nicolas Chenaux est érigé à Bulle le 24 septembre 1933. Il sculpte deux statues allongées représentant Artémis et Dionysos pour la gare de Cornavin à Genève, et une Maternité en bronze ornant le boulevard de la Cluse à Genève. 
Ses dernières grandes œuvres sont la statue Recueillement de la Roseraie du parc de La Grange à Genève et un Christ grandeur nature en bois de palissandre, auxquelles s'ajoutent de nombreuses statuettes en bronze et terre cuite, ainsi que des dessins de ses propres œuvres. 
Ses projets non exécutés et les études et variantes de ceux qu'il a achevés (dessins, terres cuites et plâtres) sont conservés au musée d'Art et d'Histoire de Genève. L'ensemble de ses statues grandeur nature ou monumentales ont été détruites lors de l'incendie du Palais Wilson en 1987 ; parmi celles-ci figuraient Mère et Enfant, Éphèbe, Prométhée, Suzanne et Pietà.
Au nombre des quelque 175 œuvres figurant au catalogue des travaux de Carl Angst, il faut ajouter plus d'une centaine de bustes, médaillons et plaquettes. 
Parmi ces portraits, l'université de Genève conserve ceux du chirurgien C. de Candolle, du professeur B. Bouvier, du médecin J. L. Reverdin, de l'écrivain et critique Albert Thibaudet et du médecin et psychologue Édouard Claparède. L'hôpital cantonal de Genève conserve celui du médecin-chirurgien E. Kummer.
Parmi ses autres bustes figurent ceux du peintre Ferdinand Hodler, du musicien Gustave Doret, du peintre Horace de Saussure, de l'homme de lettres H. de Ziegler, du ministre de Suisse à Paris Alphonse Dunant, du consul de France à Genève Amé-Leroy, de l'homme de lettres Daniel Baud-Bovy, du peintre L. Barraud, de l'ethnologue Eugène Pittard, etc.

## Liste d'œuvres (sélection)
- Encadrement de l'horloge de la gare de Lausanne (1912).
- La Justice du frontispice et trois couronnements de portail pour le Tribunal fédéral à Lausanne.
- Les portraits en bustes et médaillons de Barthélémy Menn et Ferdinand Hodler.

Beaucoup de ses œuvres brûlèrent lors de l'incendie du dépôt du Musée d'art et d'histoire de Genève en 1987.